# Namuslu
Pour plus de détails, voir Fiche technique et Distribution.
Namuslu est un film turc réalisé par Ertem Eğilmez et sorti en 1984. Il s'agit d'une comédie satirique écrite par Başar Sabuncu. Le film est une représentation critique sur la transformation de la société turque dans les années 1980.

## Synopsis
Ali Rıza Öğün (Şener Şen) est connu pour son caractère honnête, gagnant honnêtement sa vie comme officier commanditaire. Il est humilié par son entourage à cause de sa naïveté. Un jour, des voleurs dérobent le sac rempli d'argent d'Ali Rıza. Personne ne croit à ce qu'Ali Rıza raconte, les gens croient qu'il a dilapidé cet argent. Tout le monde veut profiter de cet argent d'Ali Rıza -argent qui n'existe pas. Tout le monde s'intéresse alors à Ali Rıza et le respecte, alors il est ennuyé par leur conduite et ne la tolére pas. Ali Rıza décide de se venger d'eux.

## Fiche technique
- Titre : Namuslu
- Réalisation : Ertem Eğilmez
- Scénario : Başar Sabuncu
- Musique : Melih Kibar
- Producteurs : Ferit Turgut, Kadir Turgut
- Pays d’origine : Turquie
- Genre : Comédie dramatique
- Durée : 92 minutes
- Date de sortie : 1984

## Acteurs
| Acteur              |                   |
| Şener Şen           | Ali Rıza Öğün     |
| Adile Naşit         | Belle-mère        |
| Ayşen Gruda         | Naciye            |
| Erdal Özyağcılar    | Mustafa           |
| Ergün Uçucu         | Dirigeant Général |
| Zihni Küçümen       | Necati            |
| Necati Bilgiç       | Ergün             |
| Metin Çeliker       | Remzi             |
| Tuncer Sevi         | Hüseyin           |
| Bilge Zobu          | Entrepreneur      |
| Sevim Çalışgir      | İffet             |
| Meray Ülger         |                   |
| Metin Çekmez        | Boucher           |
| Ali Şen             | Hôte              |
| Mehmet Devran       |                   |
| Sevil Uluyol        |                   |
| Dursun Ali Sarıoğlu | İlyas             |
| Hülya Kutlubay      |                   |
| Haşmet Zeybek       | Recep             |
| Oktay Güzeloğlu     | İsmail            |
| Yaşar Güner         | Kazım             |